# 五衛府
五衛府（ごえふ）とは、天皇の日常や行幸時に付き添い、身辺警護をはじめ、宮城の警護、京内の夜間巡回などを主な任務とする律令制下の中央軍事組織をいう。
律令制下の軍団は、諸国に置かれたが、衛府は京都に常駐した。

## 変遷
701年（大宝元）成立の大宝令や 718年（養老2）成立の養老令では、衛門府（えもんふ）と左右衛士府（えじふ）そして左右兵衛府（ひょうえふ）の五衛府制であった。その後、皇位継承争いやそれに伴う貴族間の権力抗争に関して、この軍事組織が自分に有利に働くように幾度も改変されたが、最終的には811年（弘仁2）以降、左右近衛府（このえふ）・左右衛門府（えもんふ）左右兵衛府（ひょうえふ）の六衛府制として定着した。

## 組織
五衛府は、それぞれに督（とく）・佐（さ）・尉（い）・志（し）の四等官が置かれ、その下に、衛門府では門部（かどべ）200人，物部（ものべ）30人、衛士が置かれた。衛士府では衛士が置かれた。兵衛府には左右兵衛に各400人が配置され、それぞれ各衛府の武力を構成した。
衛士の定員は、令には規定されていなかったので、適宜充当されたようである。その後、718年（養老2）には、国別の徴発数が定められた。

## 任務
このうち物部は、主として警察的任務に当たった。刑部省囚獄司（ぎょうぶしょうしゅうごくし）や市司（いちのつかさ）にも配置された。

## 舎人・兵部省
衛門府以外の中央兵力としては、各種舎人（とねり）がある。
天皇の身辺を警護した内舎人（うどねり・中務省）・大舎人（おおとねり・大舎人寮）。
中宮（皇后・皇太后・太皇太后）の身辺警護は中宮舎人（中宮職）。
東宮（とうぐう・皇太子）の身辺警護は東宮舎人（東宮坊舎人監）。
左右馬寮（めりょう）・左右兵庫・内兵庫・造兵司などの兵部省被官諸司も中央軍事力。